# 資訊工程
資訊工程（Information Engineering，簡寫為 IE），又稱信息工程，是一種「透過工程手段去處理資訊」的技能，屬於電腦科學的一個分支。不過，由於過去不少人對於「資訊」的定義混淆，以及把「資訊工程」及「資訊系統」兩門科學混淆（這在台灣的大學特別常見），所以外界現在普遍把這個科目重新稱之為知識及數據工程（Knowledge and Data Engineering），把資訊的兩個層次分別開來。
- 其中數據工程（Data Engineering）= 資訊工程（Information Engineering）
- 臺灣的大學資訊工程學系英文名稱為（Computer Science and Information Engineering），然而資訊工程系的直譯英文名稱為（Information Engineering）課程內容稍有不同的地方。「Computer Science and Information Engineering」直譯應為「電腦科學與資訊工程」

## 組成
根據IEEE有關知識及資料工程期刊的定義，資訊工程的內容大致可以分成以下五大範疇：
1. 資料探勘（Data mining）
2. 數據庫設計及數據模型（Database and Data Modelling）
3. 知識工程及智能系統（Knowledge Engineering and Intelligent Systems）
4. 資訊工程平台（Underlying Computational Platforms for Knowledge and Data Engineering）
5. 資訊工程應用（Emerging Knowledge and Data Engineering Applications）

當中，數據發掘、數據庫設計及數據模型亦合稱為「數據工程」。資訊工程平台是頭三項的系統基礎架構，而資訊工程應用則是頭三項的具體技術應用。